# Clonmel
Clonmel (en irlandés: Cluain Meala) es una localidad de la República de Irlanda situada en el Condado de Tipperary. Se encuentra en medio de un valle, rodeada de montañas y colinas. Tiene al sur las montañas de Comeragh y al este la población de Slievenamon. El río Suir atraviesa la localidad.
Clonmel fue construida en la Edad Media, de modo que todavía conserva muchos elementos que recuerdan su pasado, tales como parte de la muralla que rodeaba la ciudad. Oliver Cromwell la sitió en 1650, dentro de su campaña inglesa de invadir y anexionarse Irlanda.
Clonmel ha sido siempre un centro importante de comercio. El Suir era ya navegable hasta Clonmel hacia 1760 y la realización de los trabajos en este río durante el siglo XIX permitió que barcos de mayor calado alcanzaran los muelles de la localidad.
En la actualidad Clonmel basa gran parte de su economía en la producción de sidra. 
William Magner inició la producción comercial de este producto en el año 1935. Muy pronto -en 1937- W. Magner consiguió asociarse con la famosa marca británica de sidra H.P. Bulmer&Company, logrando llamar a su producto Bulmers dentro de la república irlandesa. En el año 2007, Magner invirtió la suma de 50 millones de euros en una nueva línea de producción que sustentará el continuo crecimiento del consumo de la sidra de su marca en el Reino Unido y otros países.